# Artemizja II
Artemizja II (gr. Aρτεμισία, zm. 351 p.n.e.) – władczyni (oficjalnie sprawująca urząd satrapy) Karii w Azji Mniejszej, cieszącej się dużą niezależnością prowincji imperium perskiego. Panowała w latach 353–351 p.n.e.

## Życiorys
Była córką Hekatomnusa, założyciela karyjskiej, greckiej dynastii Hekatomnidów, siostrą i żoną satrapy Mauzolosa. Ukończyła, rozpoczęty przez męża, grobowiec z białego marmuru (tzw. Mauzoleum w Halikarnasie), zaliczany do siedmiu cudów świata antycznego.
Małżeństwo władcy z własną siostrą należało wówczas do wyjątków, zarówno w świecie greckim, jak i w perskim, w przeciwieństwie do późniejszej epoki hellenistycznej. Tłumaczy się je jako próbę wzmocnienia dynastii oraz pozycji kobiety z niej się wywodzącej. Dzięki temu Artemizja mogła przejąć władzę nad Karią po śmierci małżonka.
Artemizja rządziła przez dwa lata. Jej rządy były kontynuacją rządów Mauzolosa, jego ostrożnej polityki wobec Persji Artakserksesa III. Jednocześnie rozszerzała zasięg swojej władzy na wyspy i sąsiednie miasta greckie. Była wspierana przez stronnictwo oligarchów z wyspy Rodos i stłumiła powstanie rodyjskich demokratów. Dbała o rozwój kultury helleńskiej. Zapraszała najsławniejszych wówczas mistrzów retoryki do zawodów literackich.
Do historii przeszła m.in. ze względu na swoją niezwykle silną i równie niezwykle wyrażaną żałobę po śmierci Mauzolosa. Piła ona codziennie napój wymieszany z jego prochami więdnąc z tęsknoty za nim. Trwało to aż do jej śmierci.